# Дойра

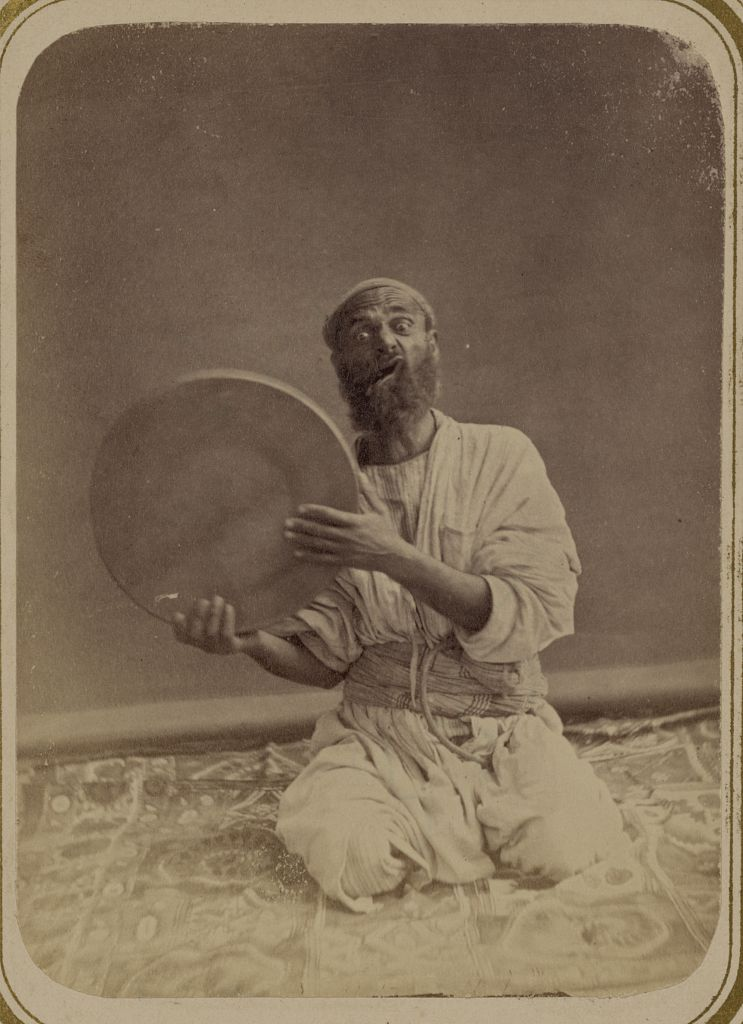
Виконавець на дойрі

Дойра — ударний музичний інструмент типа бубна. Поширений в Узбекистані, Таджикистані, а також у країнах Близького і Середнього Сходу. Складається з круглої обичайки (зроблена із сухої виноградної лози, горіхового або букового дерева) і натягнутою на неї з одного боку мембрани (з риб'ячої або цапиною шкіри, іноді шлунка тварини) діаметром 360—450 мм.
Перед грою дойру нагрівають на сонці або біля вогню для більшого натягнення мембрани, що сприяє чистоті і дзвінкості звучання. Звук видобувається ударами 4 пальців обох рук (великі пальці служать для опори інструменту) і долонь по мембрані. Удар по середині мембрани дає низький і глухий звук, удар близько обичайки — більш високий і дзвінкий. До основного звуку приєднується дзвін металевих підвісок. Різниця в забарвленні звуку досягається завдяки різним прийомам гри: удари пальців і долоні різної сили, клацання мізинцями, ковзання пальців по мембрані, струшування інструменту та інші. Можливі тремоло, форшлаги. Динамічний діапазон — від ніжного piano до потужного forte.
Техніка гри на дойрі розроблялася століттями і досягла високої віртуозності. Репертуар дойри складають різноманітні ритмічні фігури — усулі. Дойра використовується при виконанні макомів, мугамів. В часи радянського панування дойра увійшла до складу оркестрів народних інструментів. Різновидами дойри є груз, дайра, азербайджанський деф, вірменський дапп.